# Nacional (cacao)

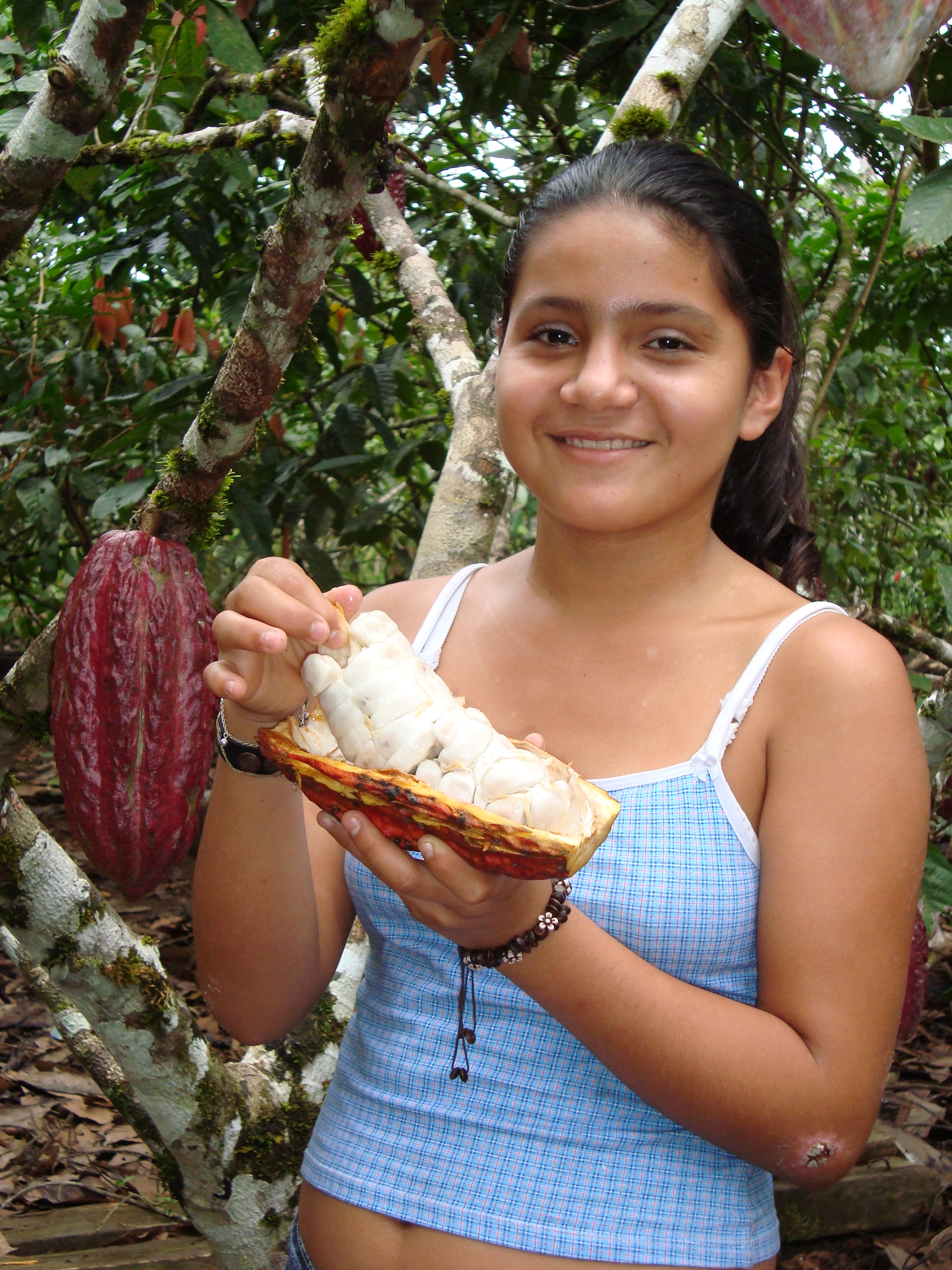
Cacao nacional

El Nacional es una variedad rara de grano de cacao que se encuentra en áreas de América del Sur como Ecuador. Algunos expertos del siglo XXI habían considerado extinto al frijol Nacional. Los genotipos puros del grano son raros porque la mayoría de las variedades Nacional se han cruzado con otras variedades de granos de cacao. La variedad de cacao ecuatoriana llamada “Nacional” tiene su linaje genético desde hace 5.300 años, hasta los primeros árboles de cacao conocidos domesticados por la humanidad. En los siglos XVIII y XIX, Nacional fue considerado por muchos chocolateros europeos como la fuente de cacao más codiciada del mundo debido a su aroma floral y perfil de sabor complejo. Esta fue la época dorada del cacao ecuatoriano, pero llegó a un abrupto final en 1916, cuando un brote de la enfermedad de la “escoba de bruja” devastó la variedad Nacional en todo el país. Después de que la enfermedad golpeó, el germoplasma de variedades de cacao extranjeras se introdujo posteriormente en el país a partir de la década de 1930, lo que resultó en la hibridación generalizada del cacao ecuatoriano. A principios del siglo XXI, la mayoría de la gente creía que el genotipo Nacional puro ya no existía.
En 2009, el Instituto de Investigación Agrícola de Ecuador (INIAP) recolectó muestras de ADN de árboles de cacao en todo el Ecuador, solo se confirmó que 6 árboles (de las 11.000 muestras analizadas) eran 100% cacao Nacional genéticamente puro. Eso es solo el 0.05% de los árboles de cacao que el INIAP analizó en su investigación de campo. En 2013, To'ak Chocolate descubrió arboledas de árboles de cacao de 100 a 120 años de edad en el valle de Piedra de Plata, ubicado en las montañas de la región de cultivo de cacao Arriba de Ecuador en la provincia de Manabí. Con la ayuda del fondo Heirloom Cacao Preservation (HCP), junto con Freddy Amores, director de INIAP, y la Dra. Lyndel Meinhardt del USDA-ARS, To'ak realizó pruebas de ADN en una muestra pequeña de estos árboles. De los dieciséis árboles viejos analizados, nueve resultaron ser de la variedad Nacional genéticamente pura. El análisis de ADN confirmó que los frijoles estaban compuestos puramente por el genotipo Nacional, lo que eleva el número de árboles nacionales puros verificados por ADN en Ecuador a un total de quince.